# Rubia deserticola
Rubia deserticola là một loài thực vật có hoa trong họ Thiến thảo. Loài này được Pojark. miêu tả khoa học đầu tiên năm 1958.